# Zilla globosa
Zilla globosa Saha & Raychaudhuri, 2004 è un ragno appartenente alla famiglia Araneidae.

## Distribuzione
La specie è stata reperita in India.

## Tassonomia
Al 2012 non sono note sottospecie e dal 2004 non sono stati esaminati nuovi esemplari.